# Juana Quispe
Le texte peut changer fréquemment, n’est peut-être pas à jour et peut manquer de recul. 
Le titre et la description de l'acte concerné reposent sur la qualification juridique retenue lors de la rédaction de l'article et peuvent évoluer en même temps que celle-ci.
Pour les articles homonymes, voir Quispe.
Juana Quispe Apaza (née en 1970 et morte le 12 mars 2012) est une femme politique bolivienne, conseillère municipale de la ville d'Ancoraimes. En raison de son opposition au maire, elle est victime de violences physiques, économiques et psychologiques : harcèlement, exclusion du conseil municipal, refus de paiement de ses indemnités. Deux ans après son élection, elle est assassinée, victime d'un féminicide politique.

## Biographie
Juana Quispe naît en Bolivie en 1970. Impliquée dans sa communauté, elle est élue en avril 2010 au conseil municipal d'Ancoraimes, une communauté Aymara dans le département de La Paz, avec 70% des voix. Elle prend ses fonctions le 31 mai.
Très critique envers le maire Félix Huanca et son équipe, du parti Movimiento al Socialismo, elle se heurte à une forte opposition et une campagne de harcèlement qui dure plusieurs mois. Le maire change les lieux des sessions du conseil municipal ou fait fermer les portes du bâtiment à clé pour empêcher Juana Quispe de siéger. Un groupe de paysans locaux occupe la mairie pour demander sa démission ; à la suite de cela, Quispe est suspendue de ses fonctions par le maire, qui l'accuse de corruption. 
Juana Quispe obtient sa réintégration en février 2012 après sept mois de procédure judiciaire. Toutefois, le maire Félix Huanca, le président Pastor Cutili et le vice-président du conseil municipal Basilia Ramos refusent de lui verser rétroactivement son salaire, prétextant qu'elle n'était pas présente au conseil municipal pendant ce laps de temps. Juana Quispe les assigne alors pénalement, ce qui lui vaut une première menace de mort de la part du maire. Elle est violemment prise à partie publiquement par ses opposants, qui menacent de la brûler vive si elle ne retire pas sa plainte. Quispe dépose plainte plusieurs fois pour dénoncer les violences qu'elle subit et demande devant la presse une protection policière, qui ne lui est pas accordée.
Le 12 mars 2012, deux jours avant la dernière audience au tribunal, Juana Quispe est invitée par ses adversaires politiques à un déjeuner, et elle est retrouvée morte quelques heures plus tard : son corps a été jeté dans le fleuve Orkojahuira et porte des traces d'étranglement. Son assassinat constitue un féminicide politique et s'inscrit dans les nombreuses violences faites aux femmes politiques en Bolivie et dans le reste du monde.

## Postérité
La mort de Juana Quispe provoque un choc en Bolivie et permet à l'Association des femmes conseillères de Bolivie (ACOBOL) de faire adopter le 28 mai 2012 la loi 243 contre le harcèlement et la violence politique à l'égard des femmes, qui vise à protéger les femmes politiques boliviennes des violences dont elles sont la cible.
En 2022, l'affaire n'a toujours pas été jugée ; la police estime qu'elle a été victime d'un vol à main armée. Les principaux suspects sont le maire, le président et le vice-président du conseil municipal.
En janvier 2023, une première audience a lieu au tribunal, après avoir été renvoyée cinq fois de suite à cause de l'absence des prévenus. En mars, les différents prévenus comparaissent sur le banc des accusés, mais restent libres. En juin 2023, l'affaire est toujours en cours.
Alors que plus de 500 cas de harcèlement et violences envers des femmes politiques boliviennes ont été répertoriés entre 2012 et 2022 par le ministère public, le meurtre de Juana Quispe est l'une des très rares affaire qui fait l'objet d'un procès.